# Atractosteus tristoechus
Il luccio di Cuba (Atractosteus tristoechus Bloch & Schneider, 1801) è un pesce della famiglia dei Lepisosteidi. Molto simile al luccio alligatore, è endemico delle acque dolci della parte occidentale di Cuba e dell'Isola della Gioventù.

## Descrizione
Facilmente riconoscibile per il muso breve, largo e smussato e per le due grandi serie di denti che armano la mandibola, il luccio di Cuba raggiunge in media la lunghezza di 1 m, eccezionalmente anche di 2 m.

## Comportamento
Si nutre di altri pesci d'acqua dolce e, date le grandi dimensioni, anche di uccelli acquatici. Il suo numero sta diminuendo da quando sull'isola è stato introdotto il persico trota, che mangia i giovani esemplari. L'uomo lo ha sempre catturato per le carni, ma non per le uova, che sono velenose.